# Jean-Jacques Keller (pédagogue)
Cet article concerne le pédagogue. Pour le fondeur, voir Jean-Jacques Keller (fondeur).
Jean-Jacques Keller, né le 1er février 1809 à Meilen, dans le canton de Zurich, et mort le 10 août 1889 à Paris, est un pédagogue français et suisse. Il est connu pour la pension Keller qu'il fonde en 1834 au 4 rue de Chevreuse à Paris.

## Biographie
Jean-Jacques Keller naît à Meilen, près de Zurich en 1809. Il est le fils de Jacob Keller, instituteur, et de son épouse Barbara Naef. Il épouse en premières noces Sophie Eugénie Rauscher, petite-fille de Jean-Frédéric Oberlin. Le couple a deux enfants, puis, après le décès en couches de son épouse, il se remarie en 1840 avec Louise Cunéod.
Il s'installe à Paris en 1830 et est adressé par un compatriote au pasteur Jean-Henri Grandpierre, directeur de la Société des missions alors sise boulevard du Montparnasse, et principal prédicateur de la chapelle Taitbout. Il participe aux activités de la chapelle. Il trouve un emploi grâce aux recommandations de ses relations protestantes, et est engagé comme professeur d'allemand au « petit collège de Fontenay-aux-Roses » en 1931 avec un salaire de 75 francs, logé et nourri. Il est ensuite promu sous-directeur.
Il est membre du comité directeur de la Société évangélique et participe à la fondation de l'Alliance évangélique à Londres en 1846, puis à celle de Paris en 1847. Il est membre de l'assemblée constitutive de l'Union des Églises évangéliques en 1849. Il soutient la fondation d'une chapelle rue Servandoni, qui devient quelques années plus tard l'église évangélique libre du Luxembourg inaugurée en 1857.

## La pension Keller
Il est encouragé par des familles d'élèves à fonder sa propre institution. Étant étranger, il n'a pas le droit de diriger un établissement scolaire, et il s'associe avec Valdemar Monod, frère du pasteur Frédéric Monod. La pension ouvre avec dix élèves au 4 rue de Chevreuse en 1834, elle est connue sous le nom de « Pension Keller ». Elle accueille notamment André Gide comme élève en 1886-1887, et d'autres jeunes protestants parisiens — nombre de fils de pasteurs — : Louis Sautter, Edmond de Pressensé, William Waddington, Alfred André, Frédéric Bartholdi, Conrad de Witt, Édouard Gruner et beaucoup d'élèves anglais ou américains. La pension existe jusqu'en 1893 et accueille au total un millier d'élèves. Le dimanche, les élèves vont à pied au culte à la chapelle Taitbout et doivent faire un résumé écrit du sermon à leur retour.

## Distinctions
- 1884 : chevalier de la Légion d'honneur